# سبورتنج
سبورتنج یک محله در مصر است که در استان اسکندریه واقع شده‌است.